# Ludwig Stubbendorff
Ludwig Fritz Ernst Stubbendorff (ur. 24 lutego 1906 w Turloffie, zm. 17 lipca 1941 w rejonie Bychowa) – niemiecki jeździec sportowy, specjalizujący się w konkurencji WKKW. Dwukrotny mistrz olimpijski z 1936 roku.
Podczas igrzysk olimpijskich w 1936 w Berlinie, na swoim koniu o imieniu Nurmi zdobył złote medale zarówno w konkursie indywidualnym jak i w drużynowym w konkurencji WKKW i tym samym III Rzesza stała się pierwszym państwem, które wywalczyło w jeździectwie komplet złotych medali na jednych igrzyskach.
Zginął 17 lipca 1941 roku na Białorusi, podczas walk na froncie wschodnim, gdzie był dowódcą artylerii konnej.
Został pochowany na cmentarzu wojskowym w Bychowie.

## Starty olimpijskie (medale)
Berlin 1936
- WKKW – konkurs indywidualny (Nurmi) –  złoto
- WKKW – konkurs drużynowy (Nurmi) –  złoto